# 法の書

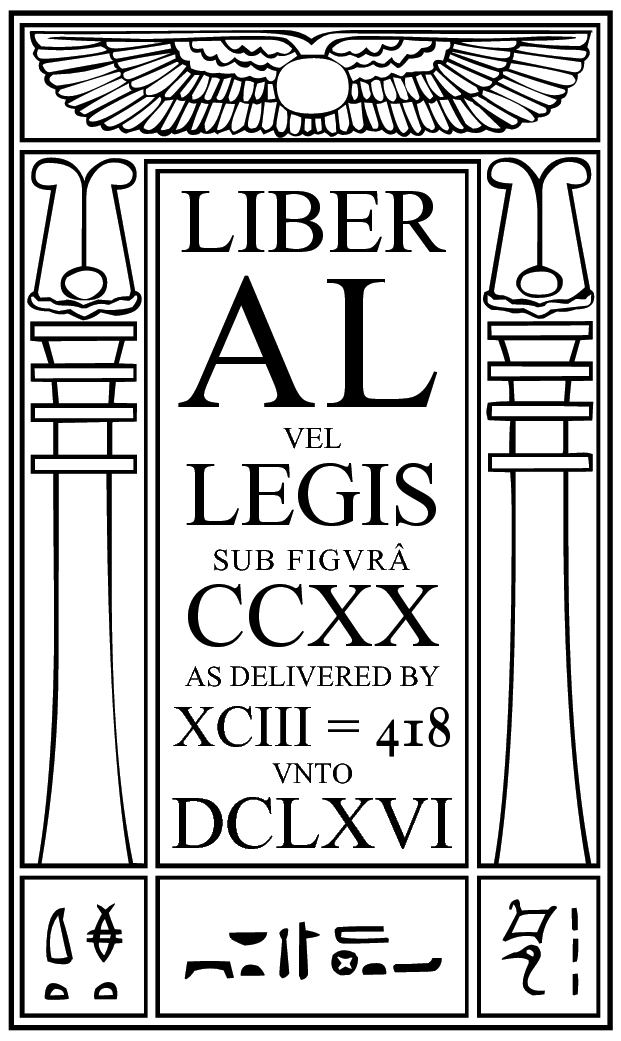
『法の書』

『法の書』（Liber AL vel Legis、英: The Book of the Law）は、1904年にアレイスター・クロウリーが著したセレマの根本聖典の通称である。正式な表題は Liber AL vel Legis, sub figura CCXX。Liber AL (『エルの書』) 、Liber CCXX (『二百二十之書』) とも表記され、AL と略される。
本書は1904年4月8日から4月10日にかけてクロウリーが受信したメッセージを筆記したものである。そのメッセージの主は、クロウリーが後に自身の聖守護天使とみなしたアイワス (Aiwass) なる知性体とされる。

## 経緯
1903年、ローズ・イーディス・ケリーと結婚したクロウリーは、旅先のセイロンで妻の妊娠を知り、急遽イギリスへと帰国することにした。その途上、1904年2月に立ち寄ったエジプトのカイロで『法の書』が書かれることとなる。
3月14日、クロウリーは妻に魔術を見せてやろうと、あるアパートの一室でシルフを召喚する儀式を行った。しかしシルフは現れず、その代わりにローズが神懸りの状態になり「彼らは貴方を待っています」と告げた。何かがあると直感したクロウリーはそれからも儀式を継続して行い、4月8日の正午のホルス召喚の儀式の後、ついに「声」がクロウリーに「書」を告げ始めた。
以上のことはさまざまな書物に記されていることであり、ここでは特に、日本で公刊された国書刊行会版の『法の書』に掲載されている文章を引いた。

## 口述者
『法の書』を伝えた「声」の主はアイワスという名の“超人間的知性体” (praeterhuman intelligence) であったとされる。アイワスの名は『法の書』第1章7節でホール・パール・クラートの使いとして言及されている。クロウリーは『神々の春秋分点』の中でアイワスの声について次のように述懐している。

「アイワスの声は部屋の奥の隅から左肩越しにやって来たようであった。それはわたしの肉団心の中で曰く言い難いとても奇妙な仕方で反響しているように思われた。…わたしはその話し手が、薄紗か香煙の雲のように透けて見える「精微な素材」でできた身体として実際に〔部屋の〕隅にいる、と強く感じた。かれは年の頃三十代、引きしまった体つきの、精悍かつ剛健な背の高い浅黒い男で、残酷な〔もしくは蛮族の〕王の顔つきをしており、目にしたものを眼差しで破壊してしまわぬように両の目は覆い隠されているように見えた。その装いはアラブ人のそれではなく、きわめて漠然とではあるがアッシリアかペルシアを思わせた。」

## 内容
この書物の内容はきわめて難解なものであり、筋道立って語られたものではない。
有名な文言「汝の意志することを行え、それが法の全てとなろう」に代表されるように、キリスト教的倫理観を排斥し、自己の内なる意志をさらけ出すべきだと主張している。この一節はよく勘違いされるが、クロウリー自身が「何でも好き放題やれということではない」と明確に語っている。「神」の命令や道徳律に盲目的に従うことを怠惰な道とすれば、むしろこれは、自らの「真の意志」の実現に向かって厳しく自らを律し自ら道を切り開いていく難行と見ることもできる。日本語記事としての理解しやすい喩えでは、禅の精神、さらには釈迦の最後の言葉である「自灯明」の進化系とも言える。
また、クロウリーはキリスト教（特にプロテスタント）を奴隷の宗教として憎悪していたとされるが、『法の書』の第3章にも聖母マリアやマホメットを辛辣に攻撃している部分がある。暗示的・隠秘密的な表現によって成り立っているものも多いクロウリーの著述において、かかる文章を表面的に解釈して直接的な意味に取ることは推奨されない。クロウリー自身ではなくアイワスが源泉（すなわち真の著者）であるとされる本書においても同様のことが言える。
全体的に象徴的な文章で占められているが、中には具体的な指示を出している文章もある。特に「法の書を刊行する時には書の内容と共にそれを手に入れるに至った一部始終、それを書いたインクと紙の複製を付し、それに関するクロウリーの注解を添えて、赤と黒のインクで印刷しなければならない」という部分については、国書刊行会版においても忠実に守られている。

## 「註記」
2004年にWeiser社から出版された100周年記念版や Sor. Raven 訳の日本語版『法の書』などの諸版には、クロウリーが1925年に書いた「註記」が末尾に加えられている。そこでは、この本を研究したり内容について議論すべきではないとして、「法に関するすべての質問は、わが著作への懇請によってのみ決定される」、「最初に読んだ後に破棄する事が賢明である」と書かれ、アンク・アフ・ナ・コンスの署名がある。アンク・アフ・ナ・コンスの書物として知られているのは、啓示のステーレーだけである。

## 日本語訳
国書刊行会版
『法の書』 島弘之・植松靖夫訳、国書刊行会、1984年。ISBN 4-336-02438-3。
亀井勝行による解説と江口之隆によるクロウリーの小評伝を併載。派手でおどろおどろしい装丁に封印が施されており、「開封して九ヵ月後に災厄・大戦争・天変地異が生じても出版社は責を負わない」との但し書があるが、これはこの版だけのギミックである。また、国書刊行会が出版した本書や関連書籍では Thelema については「テレマ」、Aiwass については「エイワス」という表記が採用された。
O.T.O. Japan 公式日本語訳
『法の書』 Sor. Raven訳 (PDF)
東方聖堂騎士団（アレイスター・クロウリーの衣鉢を継ぐ国際団体）内の翻訳者ギルドにて、『法の書』多言語プロジェクトの一環としてアーカイブされている。
国書刊行会版・増補新訳
『法の書 〔増補新訳〕』 植松靖夫訳、国書刊行会、2022年。ISBN 978-4336073198（普及版） ISBN 978-4336072542（愛蔵版）
全編を全面改訳の上で、〈序文〉全13頁を増補。本文の一部に特殊赤インクを使用している。
通常装丁の普及版の他、袋状アンカット装仕様の愛蔵版も同時発売。

## 註
1. ↑  このラテン語表題は、カナ表記すれば「リベル・アル・ウェル・レーギス」、逐語訳すれば「エルまたは法〔掟、律〕の書」となる。AL はラテン語読みすれば「アル」であるが、セム系の言語で神を意味する「エル」と関連があるとされる。
2. ↑  The Equinox of the Gods - Chapter 7 （2012年12月30日閲覧）
3. ↑  Rodney Orpheus (1994), Abrahadabra, Stockholm: Looking Glass Press, p. 69
4. ↑  これに対し、現在の日本人セレマイトは、英語圏の斯界での発音を意識した「セレマ」「アイワス」という表記を好む傾向がある。
5. ↑  アレイスター・クロウリーの指導下にあった東方聖堂騎士団 (O.T.O.) の後継団体のひとつ。アガペーロッジNo.2（1940年代末まで存続した米カリフォルニアのOTO支部）の会員であったグラディー・マクマートリーが、OTOを再興させるべく1970年代に組織した団体。他からはカリフェイトOTOとも呼ばれた同団体は、現在、国際OTOをもって自任し、トート・タロットも含めたクロウリーの著作物の著作権をその管理下に置いている。なお、ベルヌ条約批准国である日本においては、クロウリーの死後50年と戦時加算分をすでに経過しているため、国内ではクロウリーの著作の“テキスト自体”の著作保護期間は満了している。
6. ↑  OTO Translator's gild -archives